# Municipio de Washington (condado de Carroll, Indiana)
El municipio de Washington (en inglés, Washington Township) es un municipio del condado de Carroll, Indiana. Estados Unidos. Tiene una población estimada, a mediados de 2022, de 561 habitantes.

## Geografía
Según la Oficina del Censo de los Estados Unidos, tiene una superficie total de 77.29 km², de la cual 77.26 km² corresponden a tierra firme y 0.03 km² están cubiertos de agua.

## Demografía
Según el censo de 2020, en ese momento había 551 personas residiendo en la zona. La densidad de población era de 7.1 hab./km². El 96.01 % de los habitantes eran blancos, el 0.18 % era afroamericano, el 0.36 % eran amerindios, el 1.09 % eran de otras razas y el 2.36 % eran de una mezcla de razas. Del total de la población, el 2.00 % eran hispanos o latinos de cualquier raza.